# Сулака, Ребин
Ребин Гариб Сулака Адамат (араб. ريبين غريب سولاقا عظمت‎; род. 12 апреля 1992, Анкава, Иракский Курдистан) — иракский футболист, защитник корейского «Сеула» и национальной сборной Ирака.

## Клубная карьера
В 10-летнем возрасте переехал вместе с семьей в Швецию, где начал заниматься футболом в клубе «Эскильстуна Сити». В ей составе дебютировал во втором дивизионе в 2009 году. Затем выступал еще за ряд шведских клубов, таких как «Далькурд», «Юнгшиле», «Сюрианска» и «АФК Юнайтед». В 2016 году перешёл в норвежский «Эльверум», выступавщий в первом дивизионе.
9 июля 2017 года стал игроком катарской «Аль-Мархии». В её составе дебютировал в чемпионате Катара в домашней игре с «Аль-Саддом». В Катаре также выступал за «Аль-Хор» и «Аль-Шаханию». Затем выступал за сербские «Раднички» из Ниша, болгарские «Арду» и «Левски», а также таиландский «Бурирам Юнайтед». В составе последнего дважды становился чемпионом страны, выигрывал кубок, выступал в азиатских кубках.
7 июля 2023 года перешёл в шведскую «Броммапойкарну», с которым подписал контрактдо конца сезона. 19 августа дебютировал в его составе в чемпионате Швеции в матче с «Хальмстадом», появившись на поле в конце второго тайма. В общей сложности провёл за команду 7 матчей и не забил ни одного гола. В феврале 2024 года подписал соглашение с корейским «Сеулом».

## Карьера в сборной
Дебютировал за национальную сборную Ирака 12 июня 2015 года в товарищеской встрече с Японией.
В декабре 2018 года попал в финальную заявку сборной на Кубок Азии 2019. На турнире принял участие в двух матчах: на групповом этапе с Йеменом (3:0) и в 1/8 финала с Катаром (0:1).
В декабре 2023 года был вызван в сборную на Кубок Азии 2023. На турнире принял участие в трёх играх группового этапа с Индонезией (3:1), Японией (2:1) и Вьетнамом (3:2), а также во встрече 1/8 финала с 1/8 финала с Иорданией (2:3).

## Статистика в сборной
| Матчи и голы Ребина Сулаки за национальную сборную Ирака | Матчи и голы Ребина Сулаки за национальную сборную Ирака | Матчи и голы Ребина Сулаки за национальную сборную Ирака | Матчи и голы Ребина Сулаки за национальную сборную Ирака | Матчи и голы Ребина Сулаки за национальную сборную Ирака | Матчи и голы Ребина Сулаки за национальную сборную Ирака |
| №                                                        | Дата                                                     | Оппонент                                                 | Счёт                                                     | Голы                                                     | Соревнование                                             |
| -------------------------------------------------------- | -------------------------------------------------------- | -------------------------------------------------------- | -------------------------------------------------------- | -------------------------------------------------------- | -------------------------------------------------------- |
| 1                                                        | 11 июня 2015                                             | Япония                                                   | 0:4                                                      | 0                                                        | Товарищеский матч                                        |
| 2                                                        | 6 ноября 2016                                            | Иордания                                                 | 0:0                                                      | 0                                                        | Товарищеский матч                                        |
| 3                                                        | 18 марта 2017                                            | Иран                                                     | 1:0                                                      | 0                                                        | Товарищеский матч                                        |
| 4                                                        | 23 марта 2017                                            | Австралия                                                | 1:1                                                      | 0                                                        | Отборочные матчи ЧМ-2018                                 |
| 5                                                        | 28 марта 2017                                            | Саудовская Аравия                                        | 0:1                                                      | 0                                                        | Отборочные матчи ЧМ-2018                                 |
| 6                                                        | 7 июня 2017                                              | Республика Корея                                         | 0:0                                                      | 0                                                        | Товарищеский матч                                        |
| 7                                                        | 13 июня 2017                                             | Япония                                                   | 1:1                                                      | 0                                                        | Отборочные матчи ЧМ-2018                                 |
| 8                                                        | 5 сентября 2017                                          | ОАЭ                                                      | 1:0                                                      | 0                                                        | Отборочные матчи ЧМ-2018                                 |
| 9                                                        | 5 октября 2017                                           | Кения                                                    | 2:1                                                      | 0                                                        | Товарищеский матч                                        |
| 10                                                       | 13 ноября 2017                                           | Сирия                                                    | 1:1                                                      | 0                                                        | Товарищеский матч                                        |
| 11                                                       | 26 декабря 2017                                          | Катар                                                    | 2:1                                                      | 0                                                        | Кубок Арабского залива-2018                              |
| 12                                                       | 21 марта 2018                                            | Катар                                                    | 2:3                                                      | 0                                                        | Товарищеский матч                                        |
| 13                                                       | 10 сентября 2018                                         | Кувейт                                                   | 2:2                                                      | 0                                                        | Товарищеский матч                                        |
| 14                                                       | 11 октября 2018                                          | Аргентина                                                | 0:4                                                      | 0                                                        | Товарищеский матч                                        |
| 15                                                       | 15 октября 2018                                          | Саудовская Аравия                                        | 1:1                                                      | 0                                                        | Товарищеский матч                                        |
| 16                                                       | 24 декабря 2018                                          | Китай                                                    | 2:1                                                      | 0                                                        | Товарищеский матч                                        |
| 17                                                       | 12 января 2019                                           | Йемен                                                    | 3:0                                                      | 0                                                        | Кубок Азии 2019                                          |
| 18                                                       | 22 января 2019                                           | Катар                                                    | 0:1                                                      | 0                                                        | Кубок Азии 2019                                          |
| 19                                                       | 20 марта 2019                                            | Сирия                                                    | 1:0                                                      | 0                                                        | Товарищеский матч                                        |
| 20                                                       | 26 марта 2019                                            | Иордания                                                 | 3:2                                                      | 0                                                        | Товарищеский матч                                        |
| 21                                                       | 9 сентября 2019                                          | Узбекистан                                               | 0:0                                                      | 0                                                        | Товарищеский матч                                        |
| 22                                                       | 14 ноября 2019                                           | Иран                                                     | 2:1                                                      | 0                                                        | Отборочные матчи ЧМ-2022                                 |
| 23                                                       | 19 ноября 2019                                           | Бахрейн                                                  | 0:0                                                      | 0                                                        | Отборочные матчи ЧМ-2022                                 |
| 24                                                       | 12 января 2021                                           | ОАЭ                                                      | 0:0                                                      | 0                                                        | Товарищеский матч                                        |
| 25                                                       | 11 ноября 2021                                           | Сирия                                                    | 1:1                                                      | 0                                                        | Отборочные матчи ЧМ-2022                                 |
| 26                                                       | 16 ноября 2021                                           | Республика Корея                                         | 0:3                                                      | 0                                                        | Отборочные матчи ЧМ-2022                                 |
| 27                                                       | 3 декабря 2021                                           | Бахрейн                                                  | 0:0                                                      | 0                                                        | Кубок арабских наций по футболу 2021                     |
| 28                                                       | 6 декабря 2021                                           | Катар                                                    | 0:3                                                      | 0                                                        | Кубок арабских наций по футболу 2021                     |
| 29                                                       | 7 сентября 2023                                          | Индия                                                    | 2:2 (5:4 пен.)                                           | 0                                                        | Товарищеский матч                                        |
| 30                                                       | 10 сентября 2023                                         | Таиланд                                                  | 2:2 (5:4 пен.)                                           | 0                                                        | Товарищеский матч                                        |
| 31                                                       | 13 октября 2023                                          | Катар                                                    | 0:0 (5:6 пен.)                                           | 0                                                        | Товарищеский матч                                        |
| 32                                                       | 17 октября 2023                                          | Иордания                                                 | 2:2 (5:3 пен.)                                           | 0                                                        | Товарищеский матч                                        |
| 33                                                       | 16 ноября 2023                                           | Индонезия                                                | 5:1                                                      | 0                                                        | Отборочные матчи ЧМ-2026                                 |
| 34                                                       | 21 ноября 2023                                           | Вьетнам                                                  | 1:0                                                      | 0                                                        | Отборочные матчи ЧМ-2026                                 |
| 35                                                       | 15 января 2024                                           | Индонезия                                                | 3:1                                                      | 0                                                        | Кубок Азии 2023                                          |
| 36                                                       | 19 января 2024                                           | Япония                                                   | 2:1                                                      | 0                                                        | Кубок Азии 2023                                          |
| 37                                                       | 24 января 2024                                           | Вьетнам                                                  | 3:2                                                      | 1                                                        | Кубок Азии 2023                                          |
| 38                                                       | 29 января 2024                                           | Иордания                                                 | 2:3                                                      | 0                                                        | Кубок Азии 2023                                          |
| 39                                                       | 21 марта 2024                                            | Филиппины                                                | 1:0                                                      | 0                                                        | Отборочные матчи ЧМ-2026                                 |
| 40                                                       | 26 марта 2024                                            | Филиппины                                                | 5:0                                                      | 0                                                        | Отборочные матчи ЧМ-2026                                 |
| 41                                                       | 6 июня 2024                                              | Индонезия                                                | 2:0                                                      | 0                                                        | Отборочные матчи ЧМ-2026                                 |

Итого:41 матчей и 1 гол; 20 побед, 12 ничьих, 9 поражений.